# Угерка
51°03′47″ пн. ш. 23°23′40″ сх. д. / 51.06306° пн. ш. 23.39444° сх. д.
Угорка (пол. Uherka) — річка в Польщі, ліва притока річки Західний Буг. Довжина — 44 км. Джерело розташоване біля села Старе Депултиче (гміна Холм). На річці лежить місто Холм.
У стародавні часи річка носила назву Угор. У впадання річки в Західний Буг розташовувалося місто Угровеськ, яке було пізніше приєднане до Галицько-Волинського князівства. У першій половині XIII століття Данило Галицький заснував на березі Угорки місто Холм, яке зробив своєю резиденцією.

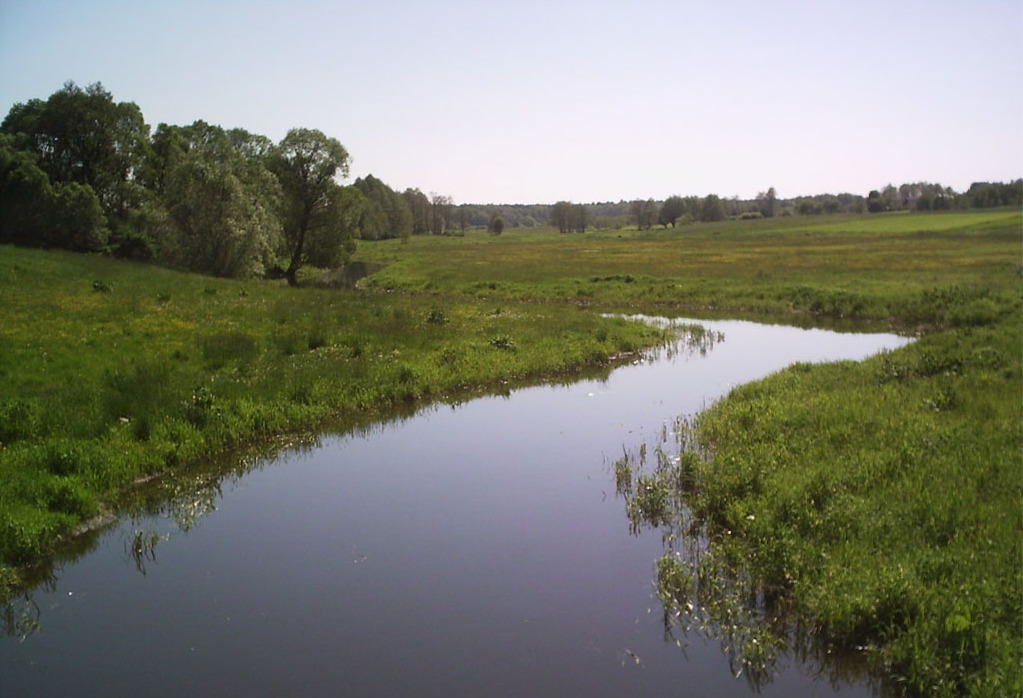
Угорка біля села Рудка, під час розливу

| Річка | Це незавершена стаття про річку. Ви можете допомогти проєкту, виправивши або дописавши її. |